# Rádio Pajeú
Rádio Pajeú é uma rádio brasileira sediada em Afogados da Ingazeira sertão de Pernambuco e pertence a Diocese de Afogados da Ingazeira.

## História
A Rádio Pajeú de Afogados da Ingazeira, a primeira emissora do Sertão Pernambucano, nasceu em 04 de outubro de 1959, fruto do processo de expansão da radiodifusão no Estado de Pernambuco. Em todos esses anos esteve inserida como um agente histórico nos principais momentos da região. Na nossa História Política, nas transformações Sociais e Culturais do estado de Pernambuco e doBrasil em mais da metade do Século XX, e nestes anos iniciais do século XXI a Rádio Pajeú foi um veículo presente e atuante na divulgação dos fatos históricos que marcaram este período.
Sustentando o compromisso ético em ser uma emissora voltada para o serviço à comunidade, a Rádio Pajeú vem defendendo na sua grade de programação temas diversos que suscitam debates mobilizando as múltiplas comunidades que compõem essa região. Além disso, desenvolve com eficiência e liderança, a defesa das nossas tradições e manifestações culturais, enfocando tais valores dentro de uma perspectiva não somente informativa, mas, sobretudo, de conscientização cidadã. Esse compromisso com a conscientização e cidadania sempre esteve presente desde o momento de sua inauguração no ano de 1959.
Foi através das ideias e mãos de um bispo visionário, Dom João José da Mota e Albuquerque, que viu no rádio um veiculo perfeito no processo não apenas de evangelização, mas especialmente o de criar um espaço de difusão de valores éticos, políticos e socioculturais, além de propor e efetuar uma formação educativa fundamental ao desenvolvimento da comunidade, que a emissora foi fundada, desbravando a comunicação no Sertão Pernambucano.
Em 1961, através do processo de implantação do Projeto das Escolas Radiofônicas, a Rádio passou por uma das fases mais importantes de sua história. Esse projeto fazia parte de um movimento maior patrocinado pelo Movimento de Educação de Base (MEB), ligado à Igreja Católica, com o objetivo de utilizar o potencial difusor do rádio a serviço da educação, principalmente nas áreas rurais. Um dos que mais incentivaram esta proposta foi o sucessor de Dom Mota, Dom Francisco Austregésilo de Mesquita Filho, que assumiu ainda no ano de 1961 o pastoreio na Diocese de Afogados da Ingazeira, continuando a política em relação à rádio, iniciada pelo seu antecessor. O projeto das Escolas Radiofônicas difundiu-se de maneira vertiginosa chegando à marca de mais de 405 unidades na diocese de Afogados da Ingazeira, tendo como centro difusor a Rádio Pajeú. Porém, os anos de intolerância a partir do Golpe Militar em 1964, foram um forte obstáculo. Houve apreensão de vários equipamentos do projeto, principalmente rádios. Dom Francisco, a Rádio Pajeú e os integrantes do projeto, chegaram a ser taxados de comunistas.
“ Eu disse na cara de 14 generais, os senhores agiram como um cidadão que ao invés de apertar a torneira do chuveiro, fica enfiando palitos nos buracos. Eles sabiam que se tirassem a rádio do ar teriam de enfrentar o país e dar explicações sobre o seu fechamento. Ainda bem que não me prendiam, respeitavam a igreja”, disse sobre o episódio o Bispo Dom Francisco. Dias depois, os aparelhos apreendidos foram devolvidos.
Em 1968, muitos programas foram censurados pelos órgãos da repressão. A força de Dom Francisco através de sua voz e o pioneirismo ainda assim mantiveram a Pajeú como uma das principais emissoras do Sertão e do estado Pernambucano.
Destaca-se em toda a sua história em especial o nome de um radialista que é uma espécie de patrono do rádio interiorano: Valdecyr Xavier de Menezes, convidado por Dom Mota para assumir a emissora, deixou a Rádio Clube de Pernambuco, à época a Rádio mais potente do estado e esteve desde a fundação da Rádio Pajeú até falecer em 04 de dezembro de 1989 aos 61 anos. A emissora acompanhou passo a passo o processo de democratização do país e acompanhou a chegada das novas tecnologias.
A Rádio Pajeú tem uma programação com informação, música, prestação de serviço e um espaço especial para evangelização, com participação de representantes da Igreja, como Bispos e Sacerdotes. Muitos foram os profissionais revelados para emissoras de rádio de todo o país. Nomes como Anchieta Santos, Augusto Martins, Elias Mariano, Vanderley Galdino, Celso Brandão, Aldo Vidal, Nill Júnior, Micheli Martins e Juliana Lima passaram ou ainda permanecem na emissora.
A Pajeú é líder de audiência na região e difunde seu som também através da Internet. Sua programação já lhe rendeu vários prêmios, com destaque para o Ayrton Senna de Jornalismo e o Microfone de Prata (UNDA/CNBB) pelos relevantes serviços prestados a toda a região.

## Museu do Rádio
Inaugurado em 2013 o Museu do Rádio apresenta com riqueza de detalhes e peças a história do veiculo de comunicação mais popular do planeta. Rádios das décadas de 30, a 70 e equipamentos que ajudam a contar como nasceu o rádio e a evolução até os dias de hoje. Além de contar a historia da primeira emissora da região no Estado, a Rádio Pajeú.
O Museu do Rádio funciona no berço da Pajeú, no prédio onde na década de 50 abrigou a Rádio até os anos 70, no Bairro São Francisco, ao lado da Igreja da Paróquia de mesmo nome.
O Museu foi criado e é gerenciando pela Fundação Cultural Senhor Bom Jesus dos Remédios, mantenedora da Rádio Pajeú e é o primeiro da categoria em Pernambuco.